# Composito a matrice polimerica
Un composito a matrice polimerica (PMC) è un materiale composito, che può essere caratterizzato da una varietà di fibre, sia corte che continue, tenute insieme da una matrice di un polimero organico. I PMC sono progettati per trasferire carichi tra le fibre di una matrice. Alcuni dei vantaggi dei PMC includono la loro leggerezza, l'elevata resistenza all'abrasione e alla corrosione e l'elevata rigidità e resistenza lungo la direzione dei rinforzi.

## Materiali della matrice
La funzione della matrice nei PMC è quella di legare insieme le fibre in modo da poter trasferire i carichi tra di esse. Le matrici PMC sono tipicamente o termoindurenti o termoplastiche. Le termoindurenti sono di gran lunga le più diffuse oggi. Le matrici termoindurenti sono, a loro volta, suddivise in diverse classi di resine tra cui le epossidiche, le fenolici, le poliuretaniche e le polimmidiche. Tra queste, i sistemi epossidici attualmente dominano l'industria dei compositi avanzati.

### Termoindurenti
Le resine termoindurenti richiedono per la loro produzione l'aggiunta di un agente reticolante o indurente e, in seguito, devono essere impregnate su un materiale di rinforzo e infine subire una fase di curing. Una volta indurita, la parte non può essere modificata o riformata, tranne che per la finitura. Alcuni dei termoindurenti più comuni includono resine epossidiche, poliuretaniche, fenoliche e amminiche, bismaleimmidi (BMI, poliimmidi) e poliammidi.
Di tutti questi, gli epossidici sono i più comunemente usati nel settore. Le resine epossidiche sono utilizzate nell'industria da oltre 40 anni. I composti epossidici sono anche chiamati composti glicidilici. La resina epossidica può anche essere espansa o reticolata con altre molecole per formare un'ampia varietà di prodotti, ciascuno con caratteristiche e performance distinte. Queste resine possono assumere forma di un liquido a bassa viscosità come di un solido ad alto peso molecolare, ma, tipicamente sono liquidi molto viscosi.
Il secondo ingrediente essenziale di un sistema composito è l'agente indurente. Questi composti sono molto importanti perché controllano la velocità di reazione e determinano le caratteristiche prestazionali del prodotto finito. Poiché questi composti agiscono come catalizzatori per la reazione, devono contenere dei siti attivi sulle loro molecole. Alcuni degli agenti indurenti più comunemente usati nell'industria dei compositi avanzati sono le ammine aromatiche, tra cui, due dei più comuni sono la metilene-dianilina (MDA) e la sulfonildianilina (DDS).
Oltre ai già citati, anche altri tipi di agenti indurenti sono utilizzati nell'industria dei compositi avanzati. Ad esempio, possono essere utilizzate ammine alifatiche e cicloalifatiche, poliamminoammidi, ammidi e anidridi organiche. In tutti questi casi, la scelta dell'agente indurente dipende dalle caratteristiche di indurimento e prestazione desiderate per la parte finita. I poliuretani sono un altro gruppo di resine utilizzate nei processi compositi avanzati. Questi composti si formano facendo reagire il componente poliolico con un composto isocianato, tipicamente toluene diisocianato (TDI); Anche il diisocianato di metilene (MDI) e l'esametilene diisocianato (HDI) sono ampiamente utilizzati. Le resine fenoliche e amminiche sono un altro gruppo di resine PMC. Le bismaleimmidi e le poliammidi sono, invece, di recente adozione all'interno dell'industria dei compositi avanzati e non sono state studiate quanto le altre resine.

### Termoplastici
I termoplastici rappresentano attualmente una parte relativamente piccola dell'industria dei PMC. Sono tipicamente venduti come solidi non reattivi, infatti non si verifica alcuna reazione chimica durante la lavorazione e richiedono solo l'applicazione di calore e pressione per formare il pezzo finito. A differenza dei termoindurenti, i termoplastici possono solitamente essere riscaldati e riformati in un'altra forma.

## Materiali dispersi

### Fibre
I PMC rinforzati con fibre sono costituiti all'incirca dal 60% in volume da fibre. Le fibre comunemente utilizzate all'interno dei PMC includono fibra di vetro, grafite e aramide. La fibra di vetro ha una rigidità relativamente bassa e mostra, contemporaneamente, una resistenza alla trazione simile rispetto ad altre fibre. Inoltre, il prezzo è notevolmente inferiore rispetto alle altre fibre, motivo per cui è una delle più utilizzate.
Per quanto riguarda le fibre di rinforzo, è più uso considerare le proprietà meccaniche lungo la loro lunghezza piuttosto che la loro larghezza. Pertanto, le fibre di rinforzo vengono disposte e orientate in diverse forme e direzioni per fornire tali proprietà in situazioni differenti.
Nanotubi di carbonio
I PMC rinforzati con nanomateriali sono in grado di ottenere miglioramenti significativi nelle proprietà meccaniche con carichi molto inferiori (meno del 2% in volume) rispetto ad altri materiali. I nanotubi di carbonio, in particolare, sono stati intensamente studiati per le loro eccezionali proprietà meccaniche e le basse densità. In particolare, questi nanomateriali possiedono rigidezza e resistenza a trazione che sono tra le più elevate rispetto a qualsiasi altro materiale. La causa di ciò sono i forti legami covalenti sp2 tra gli atomi di carbonio. Per sfruttare le eccezionali proprietà dei nanotubi, però, il load transfer tra i nanotubi e la matrice deve essere molto elevato.
Come nei compositi rinforzati con fibre, la dispersione delle dimensioni dei nanotubi di carbonio influisce in modo significativo sulle proprietà finali del composito. Gli studi di sforzo-deformazione sui nanotubi di carbonio a parete singola in una matrice di polietilene, hanno dimostrato come i nanotubi di carbonio più lunghi portano a un aumento della rigidità e della resistenza alla trazione, a causa del trasferimento dello stress su grande distanza e della prevenzione della propagazione delle crepe. D'altra parte i nanotubi di carbonio corti non portano ad alcun miglioramento delle proprietà nel caso in cui non ci sia alcuna adesione interfacciale. Una volta modificati, però, anche i nanotubi di carbonio corti sono in grado di migliorare la rigidità del composito, ma senza contrastare, se non in minima parte, la propagazione delle crepe. In generale, i nanotubi di carbonio lunghi e con un alto rapporto lunghezza/spessore (aspect ratio) portano a un miglioramento più elevato delle proprietà meccaniche, ma sono più difficili da lavorare.
A parte le dimensioni, l'interfaccia tra i nanotubi di carbonio e la matrice polimerica è di grande importanza. Al fine di ottenere un migliore load transfer, per collegare meglio i nanotubi di carbonio alla matrice, si funzionalizza la superficie del nanotubo di carbonio con vari polimeri. I metodi che rendono possibile questa operazione possono essere suddivisi in modi covalenti e non. La modifica non covalente al nanotubo comporta l'adsorbimento o l'avvolgimento di polimeri sulla superficie del nanotubo di carbonio, solitamente tramite interazioni di van der Waals o con legami di tipo π-stacking. Al contrario, la funzionalizzazione covalente comporta il legame diretto con il nanotubo di carbonio. Questo può essere instaurato ossidando la superficie del nanotubo di carbonio e facendo reagire poi il sito ossigenato, oppure anche utilizzando un radicale libero che va a interagire direttamente con il reticolo del nanotubo di carbonio. La funzionalizzazione covalente può essere utilizzata per attaccare direttamente il polimero al nanotubo di carbonio o per aggiungere una molecola di un iniziatore, utilizzata per ulteriori reazioni.
La sintesi di PMC rinforzati con nanotubi di carbonio dipende dalla scelta della matrice e dalla funzionalizzazione dei nanotubi di carbonio. Per i polimeri termoindurenti, viene utilizzata la lavorazione in soluzione, in cui il polimero e i nanotubi vengono posti in un solvente organico. La miscela viene quindi sonicata e agitata fino a dispersione uniforme dei nanotubi e quindi fusa. Sebbene questo metodo sia ampiamente utilizzato, ha delle criticità: la sonicazione può danneggiare i nanotubi, deve essere utilizzato un polimero solubile nel solvente scelto e la velocità dell'evaporazione del solvente può spesso portare a strutture indesiderate come l'aggregazione dei nanotubi o vuoti polimerici. Per i polimeri termoplastici, è possibile utilizzare la lavorazione allo stato fuso, in cui il nanotubo viene inserito nel fuso polimerico e poi raffreddato insieme ad esso. Tuttavia, questo metodo non può tollerare un carico elevato di nanotubi di carbonio a causa dell'aumento conseguente della viscosità. Vi è anche la possibilità di usare una polimerizzazione in situ, per quei polimeri che sono poco resistenti al calore, o insolubili nel solvente. Con questo metodo, i nanotubi vengono miscelati con il monomero, che viene poi fatto reagire per formare la matrice polimerica. Questo metodo può portare a un load transfer particolarmente buono se i monomeri sono attaccati anche alla superficie del nanotubo di carbonio.
Grafene
Come i nanotubi di carbonio, anche il grafene puro possiede eccezionali proprietà meccaniche. I PMC di grafene vengono preparati allo stesso modo di quelli con nanotubi di carbonio, ovvero utilizzando il processo in soluzione, quello per fusione o la polimerizzazione in situ. Mentre le proprietà meccaniche dei PMC di grafene sono in genere peggiori dei loro equivalenti in nanotubi di carbonio, l'ossido di grafene ha dalla sua l'essere molto più facile da funzionalizzare a causa dei difetti intrinsecamente presenti. Inoltre, i compositi polimerici di grafene tridimensionali lasciano ben sperare per la ricerca nel miglioramento isotropico delle proprietà meccaniche.

## Inconvenienti della matrice polimerica
1. Degradazione nell'ambiente[13]
2. L'assorbimento di umidità dall'ambiente provoca rigonfiamento nel polimero e una diminuzione della Tg.
3. L'assorbimento di umidità aumenta a temperature moderatamente elevate. Questi effetti idrotermici possono portare a sollecitazioni interne in presenza di fibre nei compositi polimerici.
4. Una discrepanza termica tra polimero e fibra può causare screpolature o distacchi all'interfaccia.